# Borbone-Busset
La casa di Borbone-Busset è un ramo dei Borbone, considerato illegittimo e non dinastico fin dalla decisione di Luigi XI di Francia. Essendo però canonicamente legittima, è anche in linea di discendenza maschile la più antica tuttora esistente tra quelle discese dai Capetingi, anche degli attuali rami di casa Borbone. 
Il capo della dinastia porta il titolo di Conte di Busset fin dal matrimonio del suo primo membro con la Baronessa di Busset nel XV secolo.

## Origini
La linea di Borbone-Busset discende per via maschile da Pietro, figlio del principe-vescovo di Liegi Luigi di Borbone. Luigi, cugino di sesto grado del re Carlo VII di Francia sposò, senza autorizzazione reale, Caterina di Egmont, figlia di Arnoldo, duca di Gheldria. Da questa unione, o da un'amante di Luigi, nacque appunto Pietro, che sposandosi poi con l'erede del baronato di Busset fu elevato al titolo di conte di Busset. 
Benché l'unione fra Luigi e Caterina sia avvenuta prima che il principe fosse consacrato prete, il che avrebbe reso canonicamente impossibile le nozze, questa fu mantenuta segreta, andando contro gli interessi di Luigi XI di Francia: le alleanze francesi nei Paesi Bassi non erano compatibili con quelle della casa di Egmont. Il re francese quindi annullò l'unione, dichiarando qualsiasi figlio nato dal matrimonio come illegittimo.
Le annotazioni e le cronache sono poco chiare nello spiegare come Luigi e Caterina abbiano avuto una discendenza maschile che sopravvisse loro: questa potrebbe essere la prova che i Borbone-Busset discendano da una relazione fra Luigi di Borbone e una sua amante.

## Età moderna
I membri della famiglia borbone successivamente ottennero  di conti di Châlus e conti di Lignières; la figlia  ed erede di Cesare Borgia sposò un conte di Busset.
Quando la dinastia Valois-Angoulême regnante sul trono di Francia si avvicinò all'estinzione alla fine del XVI secolo, Antonio di Borbone duca di Vendôme fu riconosciuto premier prince du sang, cioè più prossimo principe del sangue, anche se discendeva soltanto da Giacomo I di Borbone-La Marche (1315-1362), fratello minore del duca Pietro I di Borbone. 
Se i Borbone-Busset fossero stati ritenuti pienamente legittimi, la posizione di primo principe del sangue sarebbe andata al conte di Busset anziché al duca Antonio. Invece i Borbone-Busset, credendo di essere una linea illegittima, de iure o de facto, non avanzarono mai pretesa su quella posizione e non svolsero alcun ruolo particolare negli eventi successivi, che sfociarono nelle guerre religiose in Francia fra i protestanti ed i cattolici.
Similmente, alla morte di re Enrico III di Francia la corona sarebbe dovuta passare a Cesare di Borbone-Busset (1565-1630), cugino di decimo grado in linea maschile del defunto sovrano: questi tuttavia non fece pretesa al trono e lasciò che suo cugino agnatico di settimo grado, re Enrico III di Navarra, figlio del defunto Antonio di Borbone, divenisse re di Francia.

## Conti di Busset
- Claudio I (1531-88), pronipote di Luigi di Borbone, principe vescovo di Liegi, ottenne il titolo di Busset per successione della nonna paterna Margherita d'Alégre, morta nel 1531
- Cesare (1565-1630), figlio del precedente e di Margherita di La Rochefoucauld (†1615)
- Claudio II (1589-1641), figlio del precedente e di Luisa di Montmorillon
- Giovanni Luigi (1597-1667), fratello del precedente
- Luigi I (1648-77), figlio del precedente e di Elena di Le Queille
- Luigi II (1672-1724), figlio del precedente e di Maddalena di Bermondet
- Francesco (1722-93), figlio del precedente e di Marianna di Gouffier
- Luigi Francesco (1749-1829), figlio del precedente e di Maddalena di Clermont-Tonnerre (1722-69)
- Francesco Luigi Giuseppe (1782-1856), figlio del precedente e di Elisabetta Bourgeois de Boynes (1764-1853)
- Carlo Ferdinando (1819-97), figlio del precedente e di Carlotta de Gontaut-Biron
- Roberto (1848-1918), figlio del conte Gaspare di Chalus (1819-71), fratello del precedente, e di Celeste de Bravards (1825-57)
- Francesco Luigi Giuseppe Maria (1875-1954), figlio del precedente e di Luisa de Nédonchel (1853-75)
- Giacomo (1912-2001), figlio del precedente e di Guglielmina di Colbert-Chabanais (1885-1994)
- Carlo, nato nel 1945, quattordicesimo conte di Busset, figlio del precedente e di Lorenza Ballande (†1984). Sposato con Arianna Fauger, suo erede è il figlio Filippo.

## Ventesimo secolo
Tra gli ultimi membri della casa di Borbone-Busset ci sono stati:
- Giacomo di Borbone-Busset (1912-2001), tredicesimo conte, figlio del conte Francesco Luigi Giuseppe Maria e di Guillemette de Colbert, membro dell'Accademia francese. Il presidente Charles de Gaulle gli disse: "Se non fosse stato per la decisione di Luigi XI, voi sareste potuto essere a capo della Francia oggi, invece di me".
- Maddalena di Borbone-Busset (1898-1984), settima figlia dell'allora conte di Lignières, Giorgio di Borbone-Busset, e di Jeanne de Kerret, e lontana cugina di Jacques, sposò nel 1927 Saverio di Borbone-Parma, fratello del duca di Parma (ed in seguito duca lui stesso)[senza fonte] e futuro pretendente carlista al trono di Spagna.

Come moglie di Saverio, Maddalena divenne per i Carlisti nel 1952 regina consorte di Spagna e nel 1974 divenne duchessa titolare di Parma. Tra i suoi figli ci sono Carlo Ugo di Borbone-Parma, duca di Parma e pretendente carlista, e Sisto Enrico di Borbone-Parma.

## Genealogia parziale
Pietro di Borbone-Busset (1464 - 1530) - sposò nel 1498 Marguerite de Tourzel d'Alègre:
1. Filippo (1499 - 1557) - sposò nel 1530 Luisa Borgia (1500 - 1553):
  1. Claudio I di Borbone-Busset (1531 - 1588) - sposò nel 1564 Marguerite de La Rochefoucauld:
    1. Cesare (1565 - 1630) - sposò Luisa de Montmorillon:
      1. Claudio II (1589-1641), figlio del precedente e di Luisa di Montmorillon
      2. Giovanni Luigi (1597 - 1667) - sposò Elena di le Queille:
        1. Luigi I (1648 - 1677) - sposò Maddalena di Bermondet
          1. Luigi II (1672 - 1724) - sposò Marianna di Gauffier:
            1. Francesco (1722 - 1793) - sposò Maddalena di Clermont-Tonnerre:
              1. Luigi Francesco (1749 - 1829) - sposò Elisabeth Louise Bourgeois de Boynes:
                1. una figlia - sposò Louis Paul de Gouvello
                2. Francesco Luigi (1782 - 1856) - sposò nel 1818 Charlotte de Gontaut (1796 - 1887):
                  1. Carlo Ferdinando (1819 - 1897) - sposò nel 1842 Eulalie de l'Espine: discendenza femminile
                  2. Gaspare Luigi (1819 - 1871) - sposò nel 1847 Céline Bravard d'Eyssat (1825-1857); sposò nel 1860 Marie Anne Yel (1832-1899):
                    1. (I) Roberto (1848 - 1918) - sposò nel Jeanne Louise Marie de Nédonchel (1853-1875); sposò nel 1882 Juliette d'Ursel (1853-1936):
                      1. (I) François, conte (1875 - 1954) - sposò Guillemette de Colbert-Chabanais
                      2. (II) Henri (1883 - 1884)
                      3. Antoine (1885 - 1913)
                      4. Sophie (1887 - 1967) - sposò Urbain de Rougé (1882 - 1933): con discendenza;
                      5. Jean (1889 - 1915)
                      6. Jacques (1892 - 1911)

                    2. Guy (1849 - 1905) - sposò nel 1875 Yolande de Polignac (1855 - 1901):
                      1. Gaspare (1876 - 1936) - sposò Marguerite Espivent de La Villeboisnet (1885 - 1918); sposò poi Henriette du Chastel de La Howarderie (1883 - 1976):
                        1. Valentine (1907 - 1994) - sposò Raoul de Pichon-Longueville (1900 - 1980): senza discendenza;
                        2. Joseph (1911 - 2001) - sposò Françoise Baudon de Mony: con discendenza;

                      2. Céline (1877 - 1943) - sposò Charles de Pierre de Bernis Calvière (1872 - 1918): con discendenza;
                      3. Charles (1878 - 1962) - sposò Elisabeth Posuel de Verneaux (1876 - 1957): senza discendenza;
                      4. Marguerite (1880 - 1917) - sposò Pons de Murard de Saint-Romain (1873 - 1914): con discendenza;
                      5. Gabrielle (1882 - 1945) - sposò Paul de Pins de Caucalières (1882 - 1957): con discendenza;
                      6. Eugènie (1882 - 1927)
                      7. Pierre (1889 - 1968) - sposò Lucie de Berthiers-Rizy (1896 - 1977): con discendenza;